# 携帯灰皿
携帯灰皿（けいたいはいざら）とは、携帯の便が良いように作られた、喫煙の際に生じるタバコの灰や吸殻を収納する小型軽量の灰皿（容器）である。

## 概要
携帯灰皿は、主に紙巻き煙草（シガレット）のフィルターを含む吸い殻や喫煙中に出る灰などを収めるための携帯用の容器で、密閉式の蓋構造を持つ。
1970年代には既にプレス加工による金属製のものが少数ながらも流通し、これが主流であった。1990年代頃よりは、耐熱性の高い合成樹脂やラミネートフィルムの登場により、ポーチ（小袋）状の製品もみられるようになった。特に後者は安価であることにもちなみ、様々な粗品ないしノベルティ的に配布されたものもみられる。
日本では2000年代に入って都市景観や自然の保護など環境へのゴミ排出（いわゆるポイ捨て）が社会問題として認識され、ゴミの投げ捨てを個人レベルで回避することを期待して、キヨスクやコンビニエンスストアなどでも販売されている。
また、一種のファッションアイテム的な広がりを見せ、金属製のものには意匠を凝らしたものや有名ライターメーカー（ジッポーなど）ブランドなど、様々な製品が販売されている。このほか1990年代末に流行した葉巻などでは、貴金属をあしらった高級な屋外用の葉巻喫煙セットなどもあり、その延長的な高価な携帯灰皿もみられる。

## 背景
20世紀末頃まで、日本では喫煙に寛容な風潮もあったが、受動喫煙問題に対する社会的認識の高まりにより、2002年に健康増進法が施行されたこと、都市でも観光地でもゴミのポイ捨てが社会問題となっていったこと、防災上の必要性などの要因から、公共の場での禁煙が推進されてきていることもあり、設置される灰皿や喫煙スペースは年々減少傾向にある。
またJTの広報活動等から「喫煙者最低限のマナー」として、煙草を吸う場所や状況を選んだり、火の始末についての注意や、吸い殻を投げ捨てないといった広報活動も1990年代より行われている。
こういった事情に絡み、以下のような効果を期待して携帯灰皿が普及していった。
- 火の始末を確実に手元で行える（火災予防）
- 吸殻の路上投棄防止
- 美観及び環境への配慮

## 問題など
一部の自治体では路上喫煙禁止条例などの条例によって路上喫煙を禁止している。喫煙が禁止されている場所や人混み・雑踏など安全上の問題がある場所での喫煙により、周囲との軋轢を生むケースも見られることから、路上喫煙禁止条例を施行している複数の自治体において「携帯灰皿での喫煙は認められません」との周知が行われている。